# 阿西尼博因山省立公园
阿西尼博因山省立公园（Mount Assiniboine Provincial Park）是加拿大不列颠哥伦比亚省的一个省立公园，位于阿西尼博因山附近。该公园成立于1922年。1990年，该公园被列入加拿大落基山公園群联合国教育、科学及文化组织世界遗产名录。 